# Stictoptera flavobasalis
Stictoptera flavobasalis là một loài bướm đêm trong họ Noctuidae.